# 荒川総合運動公園

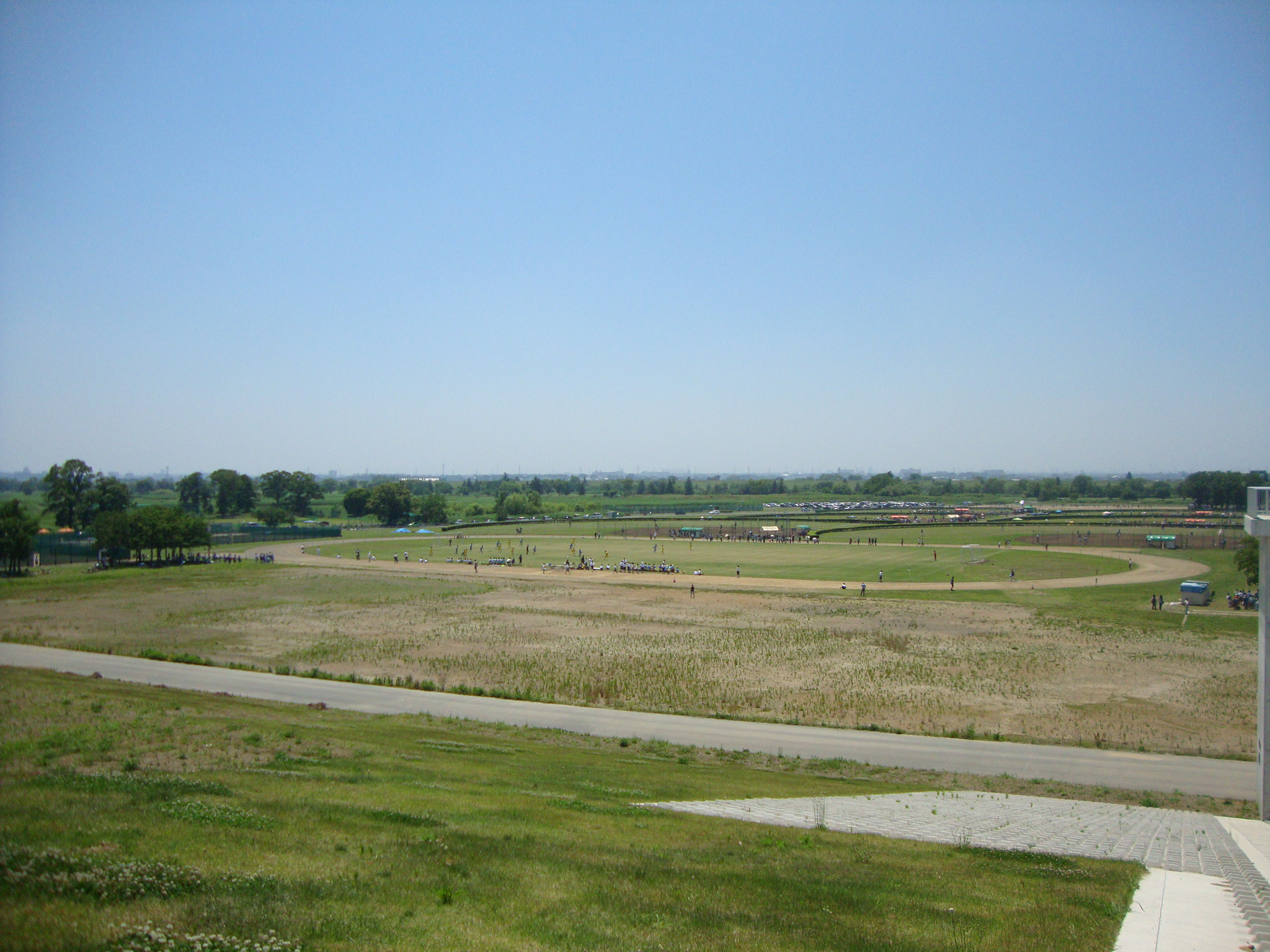
荒川総合運動公園

荒川総合運動公園（あらかわそうごううんどうこうえん）は、埼玉県さいたま市桜区在家にある運動場である。各種大会などに使用される。略称は荒総（あらそう）。旧称は浦和市・与野市荒川総合運動公園。

## 概要
荒川の堤外地に建設された15ヘクタールの大規模な運動場である。旧浦和市の時代に市民の健康維持増進と、レクリエーション施設の充実を目的に与野市と共同で整備され、1989年（平成元年）4月に浦和市・与野市荒川総合運動公園として開設した。開設当初は公園の南側を浦和市、北側を与野市が使用していた。その後、浦和市が与野市・大宮市と合併したことに伴い、2001年にさいたま市荒川総合運動公園に改称した。一時期さいたま市花火大会の会場になっていたが、スーパー堤防の築堤を始めたことから、現在は3会場に分かれている。
堤外地は地名が入り組んでおり、大部分が桜区宿にあり、在家や五関などが飛び地として点在する。公園管理事務所は在家にある。

## 設備
- サッカー場（芝生1面、他2面）
- テニス場（南側に16面、北側に8面）
- 野球場（南側に2面、北側に3面）
- ソフトボール兼少年野球場（四面）
- 多目的広場（芝生）
- 駐車場750台（無料、利用時間午前9時 - 午後5時）

## アクセス
- JR京浜東北線・宇都宮線・高崎線・湘南新宿ライン・上野東京ライン 浦和駅西口から国際興業バス2番乗場「大久保浄水場」行き乗車、「やつしまニュータウン」下車徒歩約15分。